# دنیس مک‌دونا
دنیس ریچارد مک‌دونا (انگلیسی: Denis Richard McDonough؛ زادهٔ ۲ دسامبر ۱۹۶۹) یک سیاستمدار دموکراتیک آمریکایی است که از فوریه ۲۰۲۱ تا ژانویه ۲۰۲۵ به عنوان یازدهمین وزیر امور کهنه‌سربازان ایالات متحده آمریکا بود. وی ۲۶امین رئیس ستاد کارکنان کاخ سفید بود که در آغاز دوره دوم ریاست جمهوری باراک اوباما جانشین جک لو شد و در آن دوره در این نقش خدمت کرد. پیش از این، مک دونا از ۲۰۱۰ تا ۲۰۱۳ به عنوان قائم‌مقام مشاور امنیت ملی و از ۲۰۰۹ تا ۲۰۱۰ به عنوان رئیس ستاد شورای امنیت ملی فعالیت می‌کرده‌است.
در ۱۰ دسامبر سال ۲۰۲۰، رئیس‌جمهور منتخب جو بایدن اعلام کرد که قصد دارد مک دونا را به عنوان وزیر امور کهنه‌سربازان ایالات متحده در دولت جدید خود معرفی کند و او نهایتاً موفق شد از سنا رای اعتماد بگیرد.